# Fitxer informàtic

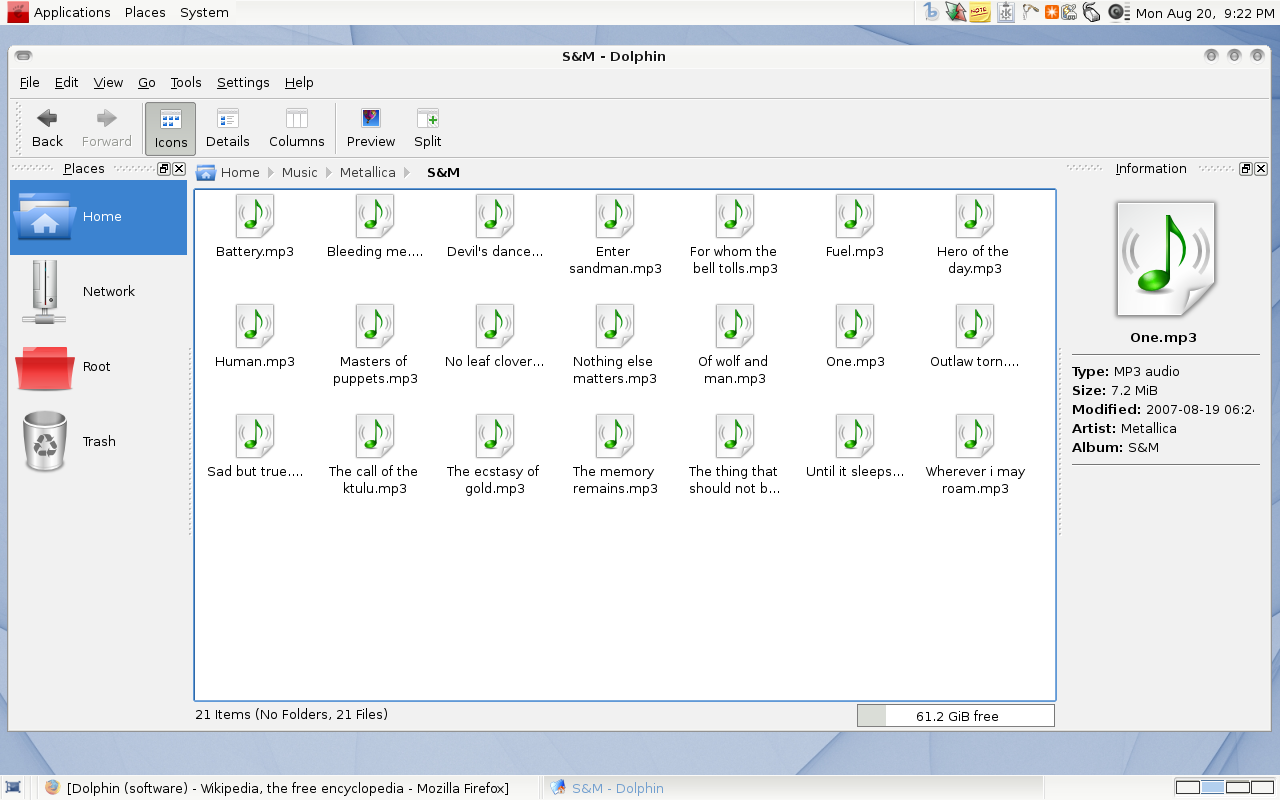
Pictogrames representant fitxers informàtics

Un fitxer o simplement document és una entitat lògica composta per una seqüència de bytes, guardada per un sistema de fitxers situada a la memòria secundària d'un ordinador. Poden contenir dades, programes o una combinació, i requereixen un ordinador per a ser processades. Els fitxers són agrupats en directoris del sistema de fitxers i són identificats per un nom de fitxer (filename). El nom forma l'única identificació en relació als altres fitxers del mateix directori. A un fitxer informàtic que conté altres fitxers se'n diu arxiu. Per a poder emmagatzemar els fitxers s'utilitzen diferents formats. Cada format de fitxer té unes peculiaritats pròpies producte dels paràmetres propis del còdec digital que utilitzin i de la compressió emprada.